# Тејлор (Пенсилванија)
Тејлор (енгл. Taylor) град је у америчкој савезној држави Пенсилванија.

## Демографија
По попису из 2010. године број становника је 6.263, што је 212 (-3,3%) становника мање него 2000. године.
| Група             | 2000.         | 2010.         |
| Белци             | 6.350 (98,1%) | 5.764 (92,0%) |
| Афроамериканци    | 22 (0,3%)     | 60 (1,0%)     |
| Азијати           | 40 (0,6%)     | 39 (0,6%)     |
| Хиспаноамериканци | 41 (0,6%)     | 333 (5,3%)    |
| Укупно            | 6.475         | 6.263         |